# 恵空
恵空（ヘゴン、혜공、生没年不詳）は、新羅の僧。

## 人物
『三国遺事』の「二惠同塵」によれば、貴族の家に仕えた奴婢の子で、幼少時から病気を治癒する力を持っていたため、出家したという。酒を飲み狂ったように大酔し、簀を背負って歌い舞いながら歩き回ったため、「負簀和尚」と呼ばれた。晩年は恒沙寺（吾魚寺）に住し、元暁が経典の注釈を書くと、いつも持参して質疑を交わした。ある時、鳩摩羅什の門人四哲の一人である僧肇が著した「肇論」を見て、「これは私が前世で記したもの」だと伝え、人々は恵空を僧肇の生まれ変わりと思うようになった。
その没後も多くの伝承を残し、国王が寺に来るのを予言した、ある寺が火事に罹災した時に、恵空が縄を張り巡らせた場所だけ焼け残った、などと言われた。